# 瑶山杜鹃
瑶山杜鹃（学名：Rhododendron yaoshanicum）为杜鹃花科杜鹃花属下的一个种。

## 扩展阅读
- 維基物種上的相關：瑶山杜鹃